# فران برنان
فران برنان (انگلیسی: Fran Brennan؛ زادهٔ ۱۴ فوریهٔ ۱۹۴۰) بازیکن فوتبال اهل جمهوری ایرلند است.
از باشگاه‌هایی که در آن بازی کرده است می‌توان به باشگاه فوتبال بری واندررز و باشگاه فوتبال دانداک اشاره کرد.
وی همچنین در تیم ملی فوتبال جمهوری ایرلند بازی کرده است.